# Округ Техејма (Калифорнија)
Техејма (енгл. Tehama County) је округ у америчкој савезној држави Калифорнија.

## Демографија
По попису из 2010. године број становника је 63.463, што је 7.424 (13,2%) становника више него 2000. године.
| Група             | 2000.          | 2010.          |
| Белци             | 43.972 (78,5%) | 45.603 (71,9%) |
| Афроамериканци    | 318 (0,6%)     | 406 (0,6%)     |
| Азијати           | 440 (0,8%)     | 656 (1,0%)     |
| Хиспаноамериканци | 8.871 (15,8%)  | 13.906 (21,9%) |
| Укупно            | 56.039         | 63.463         |